# Afronurus obliquistriatus
Afronurus obliquistriatus is een haft uit de familie Heptageniidae. De wetenschappelijke naam van de soort is voor het eerst geldig gepubliceerd in 1981 door You, Wu, Gui & Hsu.
De soort komt voor in het Oriëntaals gebied.